# Академическая гребля на летних Олимпийских играх 1972 — двойки
Соревнования среди двоек распашных без рулевого по академической гребле среди мужчин на летних Олимпийских играх 1972 года прошли с 27 августа по 2 сентября на Олимпийском гребном канале, расположенном в Обершлайсхайме на юго-западе от Мюнхена. В соревновании приняли участие 38 спортсменов из 19 стран. Действующие олимпийские чемпионы из Германии Хайнц-Юрген Боте и Йорг Лукке после мюнхенских Игр завершили совместные выступления.
Во второй раз подряд в соревнованиях двоек распашных олимпийское золото завоевали гребцы из ГДР. Чемпионами стали 20-летние Зигфрид Брицке и Вольфганг Магер. Серебряная награда досталась швейцарским гребцам Хайнриху Фишеру и Альфреду Бахману. Бронзовые награды завоевали представители Нидерландов Рул Рёйненбюрг и Рюд Стоквис.

## Призёры
| Золото                                 | Серебро                                    | Бронза                                    |
| ГДР · Зигфрид Брицке · Вольфганг Магер | Швейцария · Хайнрих Фишер · Альфред Бахман | Нидерланды · Рул Рёйненбюрг · Рюд Стоквис |

## Рекорды
До начала летних Олимпийских игр 1972 года лучшее олимпийское время было следующим:
| Лучшее олимпийское время | Спортсмены                               | Время   | Место | Дата            |
| ------------------------ | ---------------------------------------- | ------- | ----- | --------------- |
| Лучшее олимпийское время | СССР · Валентин Борейко · Олег Голованов | 7:02,01 | Рим   | 3 сентября 1960 |

По итогам соревнований Зигфрид Брицке и Вольфганг Магер превзошли рекордный результат почти на 10 секунд.

## Расписание
| Дата       | Раунд                  |
| ---------- | ---------------------- |
| 27 августа | Предварительные заезды |
| 29 августа | Отборочные заезды      |
| 31 августа | Полуфиналы             |
| 1 сентября | Финал B                |
| 2 сентября | Финал A                |

## Результаты

### Предварительный этап
Победители каждого заезда проходили в полуфинал соревнований. Все остальные спортсмены попадали в утешительные заезды, где были разыграны ещё восемь полуфинальных мест.

#### Заезд 1
| Место | Спортсмены                    | Страна         | Время   | Отставание | Примечания |
| ----- | ----------------------------- | -------------- | ------- | ---------- | ---------- |
| 1     | Эрвин Хас Луц Ульбрихт        | ФРГ            | 7:22,94 | +0,00      | SF         |
| 2     | Илиэ Оантэ Думитру Грумезеску | Румыния        | 7:28,03 | +5,09      | R          |
| 3     | Иеремия Маккарти Мэттью Купер | Великобритания | 7:30,62 | +7,68      | R          |
| 4     | Ласло Балог Дьёрдь Шарлош     | Венгрия        | 7:49,70 | +26,76     | R          |
| 5     | Хосе Луис Рион Мигель Руис    | Мексика        | 7:59,53 | +36,59     | R          |

#### Заезд 2
| Место | Спортсмены                    | Страна     | Время   | Отставание | Примечания |
| ----- | ----------------------------- | ---------- | ------- | ---------- | ---------- |
| 1     | Хайнрих Фишер Альфред Бахман  | Швейцария  | 7:20,51 | +0,00      | SF         |
| 2     | Альфонс Слюсарский Ежи Бронец | Польша     | 7:24,16 | +3,65      | R          |
| 3     | Рул Рёйненбюрг Рюд Стоквис    | Нидерланды | 7:26,80 | +6,29      | R          |
| 4     | Ларри Хаф Дик Лайон           | США        | 7:33,16 | +12,65     | R          |
| 5     | Ханс Фортмюллер Улли Вольф    | Австрия    | 7:38,53 | +18,02     | R          |

#### Заезд 3
| Место | Спортсмены                        | Страна    | Время   | Отставание | Примечания |
| ----- | --------------------------------- | --------- | ------- | ---------- | ---------- |
| 1     | Владимир Поляков Николай Васильев | СССР      | 7:28,97 | +0,00      | SF         |
| 2     | Эрик Эрихсен Оке Фискерстранд     | Норвегия  | 7:34,89 | +5,92      | R          |
| 3     | Ким Маккни Крис Стивенс           | Австралия | 7:39,03 | +10,06     | R          |
| 4     | Рауль Багаттини Эрико де Соуза    | Бразилия  | 7:42,02 | +13,05     | R          |
| 5     | Ри Джон Хи Ли Джон Ун             | КНДР      | 8:04,91 | +35,94     | R          |

#### Заезд 4
| Место | Спортсмены                     | Страна       | Время   | Отставание | Примечания |
| ----- | ------------------------------ | ------------ | ------- | ---------- | ---------- |
| 1     | Зигфрид Брицке Вольфганг Магер | ГДР          | 7:20,35 | +0,00      | SF         |
| 2     | Любомир Заплетал Петр Лакомый  | Чехословакия | 7:25,92 | +5,57      | R          |
| 3     | Душко Мрдульяш Никола Мардешич | Югославия    | 7:40,47 | +20,12     | R          |
| 4     | Эндрю ван Рёйвен Ричард Симсик | Канада       | 7:46,90 | +26,55     | R          |

### Отборочный этап
Первые два экипажа из каждого заезда проходили в полуфинал соревнований. Остальные сборные выбывали из борьбы за медали.

#### Заезд 1
| Место | Спортсмены                    | Страна       | Время   | Отставание | Примечания |
| ----- | ----------------------------- | ------------ | ------- | ---------- | ---------- |
| 1     | Любомир Заплетал Петр Лакомый | Чехословакия | 7:34,16 | +0,00      | SF         |
| 2     | Ларри Хаф Дик Лайон           | США          | 7:37,34 | +3,18      | SF         |
| 3     | Ким Маккни Крис Стивенс       | Австралия    | 7:45,03 | +10,87     |            |
| 4     | Хосе Луис Рион Мигель Руис    | Мексика      | 8:15,97 | +41,81     |            |

#### Заезд 2
| Место | Спортсмены                    | Страна     | Время   | Отставание | Примечания |
| ----- | ----------------------------- | ---------- | ------- | ---------- | ---------- |
| 1     | Рул Рёйненбюрг Рюд Стоквис    | Нидерланды | 7:38,51 | +0,00      | SF         |
| 2     | Эрик Эрихсен Оке Фискерстранд | Норвегия   | 7:50,21 | +11,70     | SF         |
| 3     | Ласло Балог Дьёрдь Шарлош     | Венгрия    | 7:59,40 | +20,89     |            |

#### Заезд 3
| Место | Спортсмены                     | Страна         | Время   | Отставание | Примечания |
| ----- | ------------------------------ | -------------- | ------- | ---------- | ---------- |
| 1     | Альфонс Слюсарский Ежи Бронец  | Польша         | 7:34,77 | +0,00      | SF         |
| 2     | Иеремия Маккарти Мэттью Купер  | Великобритания | 7:40,78 | +6,01      | SF         |
| 3     | Эндрю ван Рёйвен Ричард Симсик | Канада         | 7:45,71 | +10,94     |            |
| 4     | Ри Джон Хи Ли Джон Ун          | КНДР           | 7:56,42 | +21,65     |            |

#### Заезд 4
| Место | Спортсмены                     | Страна    | Время   | Отставание | Примечания |
| ----- | ------------------------------ | --------- | ------- | ---------- | ---------- |
| 1     | Илиэ Оантэ Думитру Грумезеску  | Румыния   | 7:30,45 | +0,00      | SF         |
| 2     | Душко Мрдульяш Никола Мардешич | Югославия | 7:40,84 | +10,39     | SF         |
| 3     | Рауль Багаттини Эрико де Соуза | Бразилия  | 7:42,63 | +12,18     |            |
| 4     | Ханс Фортмюллер Улли Вольф     | Австрия   | 7:44,45 | +14,00     |            |

### Полуфиналы
Первые три экипажа из каждого заезда проходили в финал соревнований. Все остальные спортсмены попадали в финал B, где разыгрывали места с 7-го по 12-е.

#### Заезд 1
| Место | Спортсмены                    | Страна    | Время   | Отставание | Примечания |
| ----- | ----------------------------- | --------- | ------- | ---------- | ---------- |
| 1     | Альфонс Слюсарский Ежи Бронец | Польша    | 7:42,41 | +0,00      | FA         |
| 2     | Хайнрих Фишер Альфред Бахман  | Швейцария | 7:44,91 | +2,50      | FA         |
| 3     | Илиэ Оантэ Думитру Грумезеску | Румыния   | 7:47,77 | +5,36      | FA         |
| 4     | Ларри Хаф Дик Лайон           | США       | 7:50,26 | +7,85      | FB         |
| 5     | Эрик Эрихсен Оке Фискерстранд | Норвегия  | 7:57,27 | +14,86     | FB         |
| 6     | Эрвин Хас Луц Ульбрихт        | ФРГ       | 8:06,06 | +24,65     | FB         |

#### Заезд 2
| Место | Спортсмены                        | Страна         | Время   | Отставание | Примечания |
| ----- | --------------------------------- | -------------- | ------- | ---------- | ---------- |
| 1     | Зигфрид Брицке Вольфганг Магер    | ГДР            | 7:40,58 | +0,00      | FA         |
| 2     | Рул Рёйненбюрг Рюд Стоквис        | Нидерланды     | 7:41,86 | +1,28      | FA         |
| 3     | Любомир Заплетал Петр Лакомый     | Чехословакия   | 7:45,11 | +4,53      | FA         |
| 4     | Владимир Поляков Николай Васильев | СССР           | 7:46,18 | +5,60      | FB         |
| 5     | Иеремия Маккарти Мэттью Купер     | Великобритания | 7:56,59 | +16,01     | FB         |
| 6     | Душко Мрдульяш Никола Мардешич    | Югославия      | 8:01,58 | +21,00     | FB         |

### Финалы

#### Финал B
| Место | Спортсмен                         | Страна         | Время   | Отставание | Итоговое место |
| ----- | --------------------------------- | -------------- | ------- | ---------- | -------------- |
| 1     | Эрвин Хас Луц Ульбрихт            | ФРГ            | 7:31,02 | +0,00      | 7              |
| 2     | Владимир Поляков Николай Васильев | СССР           | 7:34,37 | +3,35      | 8              |
| 3     | Ларри Хаф Дик Лайон               | США            | 7:38,64 | +7,62      | 9              |
| 4     | Эрик Эрихсен Оке Фискерстранд     | Норвегия       | 7:40,55 | +9,53      | 10             |
| 5     | Душко Мрдульяш Никола Мардешич    | Югославия      | 7:43,20 | +12,18     | 11             |
| 6     | Иеремия Маккарти Мэттью Купер     | Великобритания | 7:51,01 | +19,99     | 12             |

#### Финал А
Впервые с 1948 года в финале участвовали представители только европейских стран, при этом на Играх в Лондоне в решающем заезде участвовали только три экипажа. Основными фаворитами олимпийского турнира являлись гребцы из ГДР Зигфрид Брицке и Вольфганг Магер.
В финальном заезде лучше всего старт удался румынским гребцам, которые к отметке 250 метров лидировали, совсем немного опережая гребцов из ГДР. К середине дистанции лидеры остались на своих позициях, а начиная со второй половины заезда немецкие гребцы серьёзно увеличили темп, в результате чего на финише Брицке и Магер смогли превзойти лучшее олимпийское время, принадлежавшее спортсменам из СССР и установленное в 1960 году. Борьбу за серебряную медаль выиграли швейцарские гребцы, сумевшие на последнем отрезке переместиться с пятого места на второе. А в борьбе за бронзу экипаж из Нидерландов всего на 0,07 с. смог опередить гребцов из Чехословакии. Сборная Румынии, занимавшая за 250 метров до финиша третью позицию, в итоге откатилась на последнее место, уступив в итоге победителям почти 50 секунд.
| Место | Спортсмен                      | Страна       | Время      | Отставание |
| ----- | ------------------------------ | ------------ | ---------- | ---------- |
| 1     | Зигфрид Брицке Вольфганг Магер | ГДР          | 6:53,16 OB | +0,00      |
| 2     | Хайнрих Фишер Альфред Бахман   | Швейцария    | 6:57,06    | +3,90      |
| 3     | Рул Рёйненбюрг Рюд Стоквис     | Нидерланды   | 6:58,70    | +5,54      |
| 4     | Любомир Заплетал Петр Лакомый  | Чехословакия | 6:58,77    | +5,61      |
| 5     | Альфонс Слюсарский Ежи Бронец  | Польша       | 7:02,74    | +9,58      |
| 6     | Илиэ Оантэ Думитру Грумезеску  | Румыния      | 7:42,90    | +49,74     |